# Stichodactyla helianthus
Stichodactyla helianthus là một loài hải quỳ thuộc chi Stichodactyla trong họ Stichodactylidae. Loài này được mô tả lần đầu tiên vào năm 1768.

## Từ nguyên
Từ định danh của loài được kết hợp từ hai âm tiết trong tiếng Hy Lạp cổ đại: hḗlios ("Mặt Trời") và anthós ("hoa").

## Phạm vi phân bố và môi trường sống
Là loài duy nhất trong chi được biết đến ở Đại Tây Dương, S. helianthus được ghi nhận chủ yếu tại vùng biển Caribe, nhưng cũng được tìm thấy dọc theo bờ biển Bermuda, Canada, Hoa Kỳ và các nước trong vịnh México, trải dài tới Brasil.
S. helianthus sống đơn độc, được tìm thấy trên nền đáy đá và gần các rạn san hô, đặc biệt là ở vùng dưới triều. Độ sâu tối thiểu mà loài này được tìm thấy là 10 m.

## Mô tả
Đĩa miệng có đường kính khoảng 10–20 cm, được bao phủ dày đặc bởi các xúc tu ngắn có màu vàng nâu hoặc xanh lục nhạt.

## Sinh thái học
S. helianthus không phải là loài hải quỳ cộng sinh của cá hề, ngoại trừ các loại tảo đơn bào cộng sinh (zooxanthellae) của chi Symbiodinium sống trên chúng. Tuy vậy, S. helianthus lại là môi trường sống ưa thích của nhiều loài giáp xác nhỏ:
- Thor amboinensis
- Periclimenes rathbunae
- Alpheus armatus
- Lysmata grabhami
- Lysmata wurdemanni
- Stenopus hispidus
- Clibanarius tricolor
- Mithraculus sculptus
- Mithraculus cinctimanus
- Mithrax aculeatus
- Periclimenes yucatanicus[6]

S. helianthus hình thành những cụm lớn và tập trung trên các mỏm đá, là kết quả của việc sinh sản vô tính bằng hình thức trực phân.

## Độc tố và tác dụng dược học
S. helianthus được sử dụng nhiều trong các nghiên cứu độc chất học.
- Độc tố nguyên chất của S. helianthus có thể gây tan máu[7].
- ShK là một peptide được phân lập từ nọc độc của S. helianthus có tác dụng chặn các kênh kali, được phát hiện vào năm 1995[8].
- Hai cytolysin được biết đến của S. helianthus, Sticholysin I và Sticholysin II[9], đều có đặc tính hoạt động thần kinh và tim mạch[10]. Sticholysin II là chất độc sinh lý của hải quỳ S. helianthus, thường dùng trong các hoạt động săn mồi, phòng thủ và tiêu hóa[11].
- ShPI-1, một độc tố khác của S. helianthus, hoạt động như một chất ức chế protease[12].